# Deutsch-Finnische Gesellschaft
Die Deutsch-Finnische Gesellschaft e. V. (DFG) wurde im Jahr 1952 in München gegründet. Sie hat rund 8.000 Mitglieder.

## Organisation
Der Verein ist ein gemeinnütziger Verein. Die Bundesgeschäftsstelle (Leiter: Hans Koppold) befindet sich in Leipzig. Bundesvorsitzende ist Mari Koskela, Stellvertretende Bundesvorsitzende und Schatzmeisterin Alexandra Bernhardt, Stellvertretende Bundesvorsitzende Marianne Sinemus-Ammermann. Ehrenvorsitzende sind Hubert Kleine, Asmus Link und Marjaana Staack. Der Verein ist mit 15 Landesvereinen und 72 Bezirksvereinen fast flächendeckend in Deutschland präsent.

## Tätigkeiten
Die Schwerpunkte liegen in der Information der Mitglieder über die kulturelle, politische, wirtschaftliche und touristische Entwicklung Finnlands. Außerdem betrachtet sich die DFG als eine deutsche Kontaktstelle zu finnischen Organisationen. Die Förderung kultureller Beziehungen, Unterstützung der Arbeit in den deutsch-finnischen Partnerstädten sowie Aktivitäten zur Entstehung neuer Städtepartnerschaften, die Vermittlung von Schulpartnerschaften und Durchführung von Schüler- und Jugendaustausch gehören ebenso zu den Aufgaben wie aktuelle Informationen über Finnland als Reiseland. Mitglieder erhalten bei Partnerfirmen der DFG Rabatte. Speziell für ihre finnischen Mitglieder arbeitet die DFG aktiv beim Auslandsfinnenparlament in Helsinki mit.
Der Verein unterstützt die Herausgabe von Büchern finnischer Schriftsteller oder zu finnischen Themen. Die Zeitschrift Deutsch-Finnische Rundschau informiert seit 1968 alle 3 Monate über aktuelle Ereignisse in Finnland und berichtet über deutsch-finnische Angelegenheiten in Deutschland. Einige Landesverbände haben überdies eigene Zeitschriften, die regelmäßig versandt werden.

## Landesvereine
- DFG Baden-Württemberg e. V.[2]
- DFG Bayern e. V.[3]
- DFG Berlin-Brandenburg e. V.[4]
- DFG Bremen e. V.[5]
- DFG Hessen e. V.[6]
- DFG Mecklenburg-Vorpommern e. V.[7]
- DFG Niedersachsen e. V.[8]
- DFG Nord (Hamburg) e. V.[9]
- DFG Nordrhein-Westfalen e. V.[10]
- DFG Rheinland-Pfalz/Saarland e. V.[11]
- DFG Sachsen e. V.[12]
- DFG Sachsen-Anhalt e. V.[13]
- DFG Schleswig-Holstein e. V.[14]
- DFG Thüringen e. V.[15]
- DFG Westfalen-Lippe e. V.[16]